# Pohár mistrů 2026 (florbal)
Pohár mistrů 2026 (anglicky Champions Cup) bude turnajem pro nejlepší kluby soutěží čtyřech nejlepších florbalových zemí ze sezóny 2024/2025. Bude to 31. ročník turnaje celkem a třetí ročník ve formátu pro vítěze národních ligových i pohárových soutěží.

## Kvalifikované týmy
Turnaje se zúčastní dva ženské a dva mužské týmy za každou ze čtyř nejlepších florbalových zemí, tedy Švédska, Česka, Finska a Švýcarska. V první řadě to budou vítězové nejvyšších národních ligových soutěží. Druzí zástupci vzešli z národních pohárových soutěží.
Protože švédskou ženskou ligu i pohár vyhrál Thorengruppen IBK, kvalifikoval se jako druhý ženský účastník vicemistr ligy, tým Pixbo IBK.
| Konference | Země (liga)                        | Vítěz ligy    | Vítěz poháru             |
| ---------- | ---------------------------------- | ------------- | ------------------------ |
| Severní    | Švédsko (Švédská Superliga)        | Storvreta IBK | IBF Falun                |
| Severní    | Finsko (F-Liiga)                   | Esport Oilers | Nokian KrP               |
| Jižní      | Česko (Superliga florbalu)         | Florbal MB    | Tatran Střešovice        |
| Jižní      | Švýcarsko (Unihockey Prime League) | Zug United    | HC Rychenberg Winterthur |

| Konference | Země (liga)                        | Vítěz ligy            | Vítěz poháru/Vicemistr ligy |
| ---------- | ---------------------------------- | --------------------- | --------------------------- |
| Severní    | Švédsko (Švédská Superliga)        | Thorengruppen IBK     | Pixbo IBK (vicemistr)       |
| Severní    | Finsko (F-Liiga)                   | Classic               | TPS                         |
| Jižní      | Česko (Extraliga žen)              | 1. SC Vítkovice       | Tatran Střešovice           |
| Jižní      | Švýcarsko (Unihockey Prime League) | Kloten-Dietlikon Jets | Floorball Chur United       |

## Mužský turnaj
První kolo čtvrtfinále budou pořádat vítězové pohárových soutěží proti vítězům ligových soutěží z druhé země konference. Severní konference ho bude hrát 23. a 24. srpna, jižní 20. září 2025. Druhé kolo budou pořádat mistři ligových soutěží. Severní konference ho bude hrát 30. a 31. srpna, jižní 23. a 27. září 2025. Semifinále se bude hrát mezi 18. a 27. listopadem. Soupeři pro semifinále se budou losovat. Finále se odehraje 25. nebo 26. ledna 2026.

### Pavouk
|  | Čtvrtfinále (na zápasy)  | Čtvrtfinále (na zápasy) |   |   | Semifinále (na zápasy) | Semifinále (na zápasy) |  |  | Finále (skóre) | Finále (skóre) |
|  |                          |                         |   |   |                        |                        |  |  |                |                |
|  |                          |                         |   |   |                        |                        |  |  |                |                |
|  | Storvreta IBK            | –                       |   |   |                        |                        |  |  |                |                |
|  | Storvreta IBK            | –                       |   |   |                        |                        |  |  |                |                |
|  | Nokian KrP               | –                       |   |   |                        |                        |  |  |                |                |
|  | Nokian KrP               | –                       | – | – |                        |                        |  |  |                |                |
|  |                          |                         | – | – |                        |                        |  |  |                |                |
|  |                          | –                       | – |   |                        |                        |  |  |                |                |
|  | Esport Oilers            | –                       | – | – |                        |                        |  |  |                |                |
|  | Esport Oilers            |                         |   | – |                        |                        |  |  |                |                |
|  | IBF Falun                | –                       |   |   |                        |                        |  |  |                |                |
|  | IBF Falun                | –                       | – | – |                        |                        |  |  |                |                |
|  |                          |                         | – | – |                        |                        |  |  |                |                |
|  |                          | –                       | – |   |                        |                        |  |  |                |                |
|  | Florbal MB               | –                       | – | – |                        |                        |  |  |                |                |
|  | Florbal MB               |                         |   | – |                        |                        |  |  |                |                |
|  | HC Rychenberg Winterthur | –                       |   |   |                        |                        |  |  |                |                |
|  | HC Rychenberg Winterthur | –                       | – | – |                        |                        |  |  |                |                |
|  |                          |                         | – | – |                        |                        |  |  |                |                |
|  |                          | –                       | – |   |                        |                        |  |  |                |                |
|  | Zug United               | –                       | – | – |                        |                        |  |  |                |                |
|  | Zug United               |                         |   | – |                        |                        |  |  |                |                |
|  | Tatran Střešovice        | –                       |   |   |                        |                        |  |  |                |                |
|  | Tatran Střešovice        | –                       |   |   |                        |                        |  |  |                |                |

Časy zápasů jsou lokální, ve středoevropském čase, pokud není uvedeno jinak.

### Čtvrtfinále
| 24. srpna 2025 15:00 VELČ | Nokian KrP | – | Storvreta IBK | AGCO Power Arena, Nokia |  |

| Zpráva |

| 31. srpna 2025 15:00 | Storvreta IBK | – | Nokian KrP | IFU Arena, Uppsala |  |

| Zpráva |

| 24. srpna 2025 16:00 | IBF Falun | – | Esport Oilers | Alla Pa Plan Arena, Falun |  |

| Zpráva |

| 30. srpna 2025 16:00 VELČ | Esport Oilers | – | IBF Falun | Tapiolan Urheiluhalli, Espoo |  |

| Zpráva |

| 20. září 2025 18:00 | HC Rychenberg Winterthur | – | Florbal MB | AXA Arena, Winterthur |  |

| Zpráva |

| 27. září 2025 18:00 | Florbal MB | – | HC Rychenberg Winterthur | MSH, Mladá Boleslav |  |

| Zpráva |

| 20. září 2025 19:00 | Tatran Střešovice | – | Zug United | Sportovní centrum Řepy, Praha |  |

| Zpráva |

| 23. září 2025 20:00 | Zug United | – | Tatran Střešovice | Sporthalle Zug, Zug |  |

| Zpráva |

## Ženský turnaj
První kolo čtvrtfinále budou pořádat vítězové pohárových soutěží proti vítězům ligových soutěží z druhé země konference. Severní konference ho bude hrát 23. a 24. srpna, jižní 20. září 2025. Druhé kolo budou pořádat mistři ligových soutěží. Severní konference ho bude hrát 30. a 31. srpna, jižní 4. října 2025. Semifinále se bude hrát mezi 28. říjnem a 13. listopadem. Soupeři pro semifinále se budou losovat. Finále se odehraje 25. nebo 26. ledna 2026.

### Pavouk
|  | Čtvrtfinále (na zápasy) | Čtvrtfinále (na zápasy) |   |   | Semifinále (na zápasy) | Semifinále (na zápasy) |  |  | Finále (skóre) | Finále (skóre) |
|  |                         |                         |   |   |                        |                        |  |  |                |                |
|  |                         |                         |   |   |                        |                        |  |  |                |                |
|  | Thorengruppen IBK       | –                       |   |   |                        |                        |  |  |                |                |
|  | Thorengruppen IBK       | –                       |   |   |                        |                        |  |  |                |                |
|  | TPS                     | –                       |   |   |                        |                        |  |  |                |                |
|  | TPS                     | –                       | – | – |                        |                        |  |  |                |                |
|  |                         |                         | – | – |                        |                        |  |  |                |                |
|  |                         | –                       | – |   |                        |                        |  |  |                |                |
|  | Classic                 | –                       | – | – |                        |                        |  |  |                |                |
|  | Classic                 |                         |   | – |                        |                        |  |  |                |                |
|  | Pixbo IBK               | –                       |   |   |                        |                        |  |  |                |                |
|  | Pixbo IBK               | –                       | – | – |                        |                        |  |  |                |                |
|  |                         |                         | – | – |                        |                        |  |  |                |                |
|  |                         | –                       | – |   |                        |                        |  |  |                |                |
|  | 1. SC TEMPISH Vítkovice | –                       | – | – |                        |                        |  |  |                |                |
|  | 1. SC TEMPISH Vítkovice |                         |   | – |                        |                        |  |  |                |                |
|  | Floorball Chur United   | –                       |   |   |                        |                        |  |  |                |                |
|  | Floorball Chur United   | –                       | – | – |                        |                        |  |  |                |                |
|  |                         |                         | – | – |                        |                        |  |  |                |                |
|  |                         | –                       | – |   |                        |                        |  |  |                |                |
|  | Kloten-Dietlikon Jets   | –                       | – | – |                        |                        |  |  |                |                |
|  | Kloten-Dietlikon Jets   |                         |   | – |                        |                        |  |  |                |                |
|  | Tatran Střešovice       | –                       |   |   |                        |                        |  |  |                |                |
|  | Tatran Střešovice       | –                       |   |   |                        |                        |  |  |                |                |

Časy zápasů jsou lokální, ve středoevropském čase, pokud není uvedeno jinak.

### Čtvrtfinále
| 23. srpna 2025 16:00 VELČ | TPS | – | Thorengruppen IBK | Kupittaan Palloiluhalli, Turku |  |

| Zpráva |

| 31. srpna 2025 14:00 | Thorengruppen IBK | – | TPS | Nolia Arena, Umeå |  |

| Zpráva |

| 24. srpna 2025 13:00 | Pixbo IBK | – | Classic | Wallenstam Arena, Göteborg |  |

| Zpráva |

| 30. srpna 2025 17:30 VELČ | Classic | – | Pixbo IBK | Ideapark Blak Boks, Lempäälä |  |

| Zpráva |

| 20. září 2025 16:00 | Floorball Chur United | – | 1. SC Vítkovice | Sporthalle Fortuna, Chur |  |

| Zpráva |

| 4. října 2025 17:00 | 1. SC Vítkovice | – | Floorball Chur United | SH Sareza, Ostrava |  |

| Zpráva |

| 20. září 2025 15:30 | Tatran Střešovice | – | Kloten-Dietlikon Jets | Sportovní centrum Řepy, Praha |  |

| Zpráva |

| 4. října 2025 16:00 | Kloten-Dietlikon Jets | – | Tatran Střešovice | Heja Stighag, Kloten |  |

| Zpráva |

## EuroFloorball Cup
V roce 2025 bude obnoven turnaj EuroFloorball Cup pro vítěze soutěží ze zemí s nižším postavením v žebříčku IFF. EuroFloorball Cup se bude pořádat v rámci turnaje Czech Open.